# Peter Duus
Peter Duus (Wilmington, 27 de diciembre de 1933-California, 5 de noviembre de 2022) fue un nipólogo, historiador y traductor estadounidense. 

## Biografía
Fue profesor emérito de historia en la Universidad de Stanford y miembro senior de la Institución Hoover, así como presidente de la Asociación de Estudios Asiáticos en 2000-2001.
Fue el editor de The Cambridge History of Japan, Volumen 6 (1988). También tradujo un par de libros de su esposa, la escritora, Masayo Umezawa Duus (ドウス 昌代, de soltera 梅沢).
Recibió la Orden del Sol Naciente del gobierno japonés en 2012.

## Publicaciones seleccionadas
- Rivalidad entre partidos y cambio político en el Japón Taisho (Harvard University Press, 1968).
- Feudalismo en Japón (Knopf, 1969).
- El ascenso del Japón moderno (Houghton Mifflin, 1976).
- El ábaco y la espada: la penetración japonesa en Corea, 1895-1910 (University of California Press, 1995).
- Japón moderno (Houghton Mifflin, 1993, 2ª ed., 1998).
- El descubrimiento japonés de América: una breve historia con documentos (Bedford Books, 1997).